# Philippe Samyn
 (février 2021).
Si vous disposez d'ouvrages ou d'articles de référence ou si vous connaissez des sites web de qualité traitant du thème abordé ici, merci de compléter l'article en donnant les références utiles à sa vérifiabilité et en les liant à la section « Notes et références ».
 (février 2021).
La mise en forme du texte ne suit pas les recommandations de Wikipédia : il faut le « wikifier ».
Les points d'amélioration suivants sont les cas les plus fréquents. Le détail des points à revoir est peut-être précisé sur la page de discussion.
- Les titres sont pré-formatés par le logiciel. Ils ne sont ni en capitales, ni en gras.
- Le texte ne doit pas être écrit en capitales (les noms de famille non plus), ni en gras, ni en italique, ni en « petit »…
- Le gras n'est utilisé que pour surligner le titre de l'article dans l'introduction, une seule fois.
- L'italique est rarement utilisé : mots en langue étrangère, titres d'œuvres, noms de bateaux, etc.
- Les citations ne sont pas en italique mais en corps de texte normal. Elles sont entourées par des guillemets français : « et ».
- Les listes à puces sont à éviter, des paragraphes rédigés étant largement préférés. Les tableaux sont à réserver à la présentation de données structurées (résultats, etc.).
- Les appels de note de bas de page (petits chiffres en exposant, introduits par l'outil «  Source ») sont à placer entre la fin de phrase et le point final[comme ça].
- Les liens internes (vers d'autres articles de Wikipédia) sont à choisir avec parcimonie. Créez des liens vers des articles approfondissant le sujet. Les termes génériques sans rapport avec le sujet sont à éviter, ainsi que les répétitions de liens vers un même terme.
- Les liens externes sont à placer uniquement dans une section « Liens externes », à la fin de l'article. Ces liens sont à choisir avec parcimonie suivant les règles définies. Si un lien sert de source à l'article, son insertion dans le texte est à faire par les notes de bas de page.
- La présentation des références doit suivre les conventions bibliographiques. Il est recommandé d'utiliser les modèles {{Ouvrage}}, {{Chapitre}}, {{Article}}, {{Lien web}} et/ou {{Bibliographie}}. Le mode d'édition visuel peut mettre en forme automatiquement les références.
- Insérer une infobox (cadre d'informations à droite) n'est pas obligatoire pour parachever la mise en page.

Pour une aide détaillée, merci de consulter Aide:Wikification.
Si vous pensez que ces points ont été résolus, vous pouvez retirer ce bandeau et améliorer la mise en forme d'un autre article.
Philippe Chevalier Samyn, né le 1er septembre 1948 à Gand, est un architecte, ingénieur et urbaniste belge. Il est l'auteur de plus de 686 projets, dont près de 250 sont construits à ce jour. Son architecture se particularise par une approche holistique, investiguant de nouveaux modes de construction visant une adéquation efficiente entre le matériau, la forme, la fonction et l'énergie nécessaire à la mise en œuvre et au fonctionnement des bâtiments.
La morphologie et l'étude des formes occupent une place centrale dans sa démarche. Son architecture se distingue par un usage privilégié du bois utilisé de manière non-usuelle, du verre et de l'acier, mais également de matériaux de récupération, composant une architecture dans laquelle la géométrie soutient les qualités de la matière. Il défend le concept d’« efficience » des matériaux, c’est-à-dire l’utilisation rationnelle de leurs propriétés. Sa démarche s’oppose donc à celles qui produisent des structures coûteuses, fragiles ou employant un excès de matière. Ses recherches technologiques et structurelles en faveur d’une gestion durable de la matière sont récompensées en 2008 par un Global Award for Sustainable Architecture.

## Éléments récurrents dans ses constructions
Double façade en verre, construction sur pilotis, jeux d'opacité et de transparence, porosité visuelle, aucun usage de la couleur hormis la teinte naturelle des matériaux, collaboration régulière avec des peintres coloristes, des sculpteurs et des musiciens.

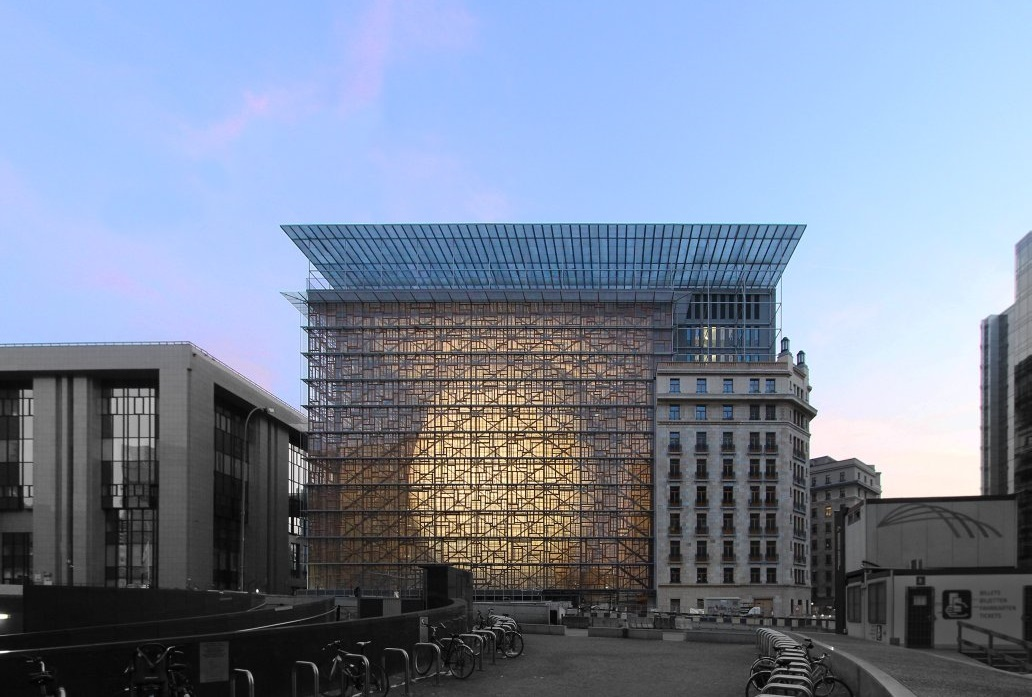
Bâtiment Europa (siège du conseil de l'Union européenne, Bruxelles)

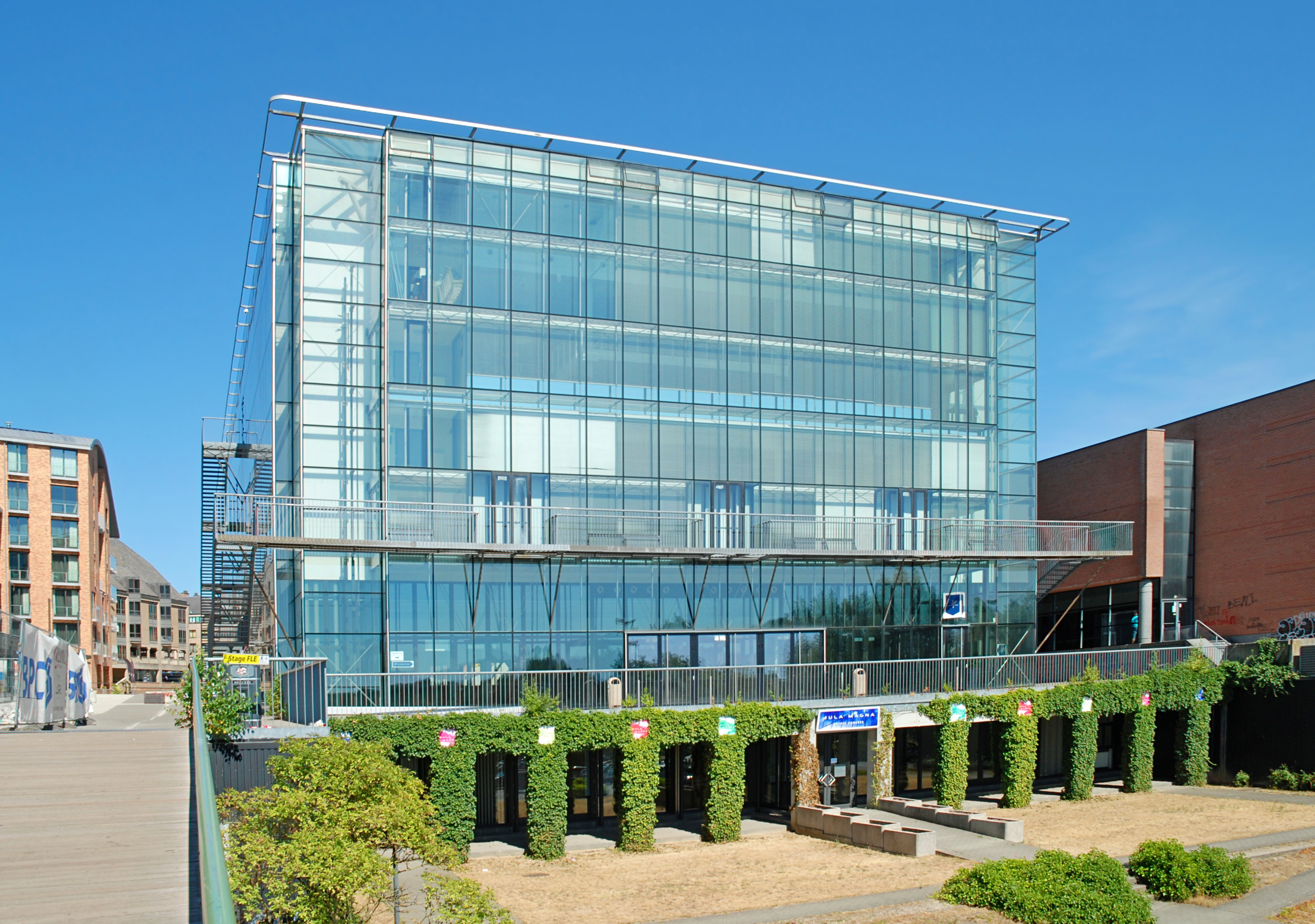
Louvain-la-Neuve - Aula Magna (1999-2001)

## Biographie

### Jeunesse et Formation
Philippe Samyn grandit entre Gand et Afsnee (un village proche de la ville) jusqu'à ses 14 ans. Il y suit les cours au Koninklijke Atheneum de la Voskenlaan. Il s'installe ensuite avec sa famille à Bruxelles où il fréquente l'Athénée d'Ixelles. Son père, Edouard Samyn, ingénieur autodidacte et inventeur, et sa mère, Isaline Delmotte, artiste peintre, l'initient très jeune au travail de la matière, à la technologie, aux sciences, à l'art, ainsi qu'aux voyages qui jouent un rôle fondamental dans sa vie et sa carrière. Il s'intéresse donc dès son plus jeune âge à l'art, à l'architecture, aux sciences et aux techniques.
En 1966, il s'inscrit à l'Université libre de Bruxelles (ULB) où il obtient un diplôme d'ingénieur civil des constructions en 1971 et un diplôme d'ingénieur urbaniste en 1973. Au début de ses études, en 1970, il passe un certificat complémentaire de programmation à l'ULB, démontrant son intérêt précoce pour l'informatisation des données et la prise de conscience du rôle que cet outil peut jouer dans sa profession. La même année, il acquiert un Master of Science in Civil Engineering au Massachusetts Institute of Technology (MIT). En 1985, il réalise un post-graduat en gestion à la Solvay Business School et obtient son diplôme d'architecte au jury d'État. Il devient docteur en sciences appliquées, à l'Université de Liège en 1999.
Parallèlement à son activité de bâtisseur, Philippe Samyn enseigne à l'École nationale supérieure des Arts visuels de La Cambre où il dispense le cours de construction, mais aussi aux facultés des sciences appliquées de la Vrije Universiteit Brussel et de l'Université de Mons, ce jusqu'en 2006.
Le 30 juin 2020, Philippe Samyn cède la gestion de son agence à deux de ses associés : Åsa Decorte et Ghislain André. Il conserve toutefois le rôle de concepteur principal. Dégagé de toute obligation de management, il se consacre essentiellement à ce qui lui tient le plus à cœur : découverte, invention et conception. Une nouvelle page pour la carrière de ce bâtisseur, avec la création de projets issus de la synthèse des connaissances accumulées et des prospections nouvelles. Une période où il peut créer librement, sans crainte ni contrainte, à l’exception des balises qui jalonnent son œuvre : objectivation des choix, nécessité de donner du sens et d’être utile.

### Début de carrière
Il effectue son stage en architecture au sein du bureau de l'architecte et urbaniste Albert De Doncker. Durant ses premières années de pratique professionnelle, il partage son temps entre ce bureau et celui des ingénieurs Verdeyen & Moenaert, où il travaille à mi-temps en tant qu'ingénieur calculateur.
En 1975, il devient l'associé d'Albert De Doncker, dont il reprend l'ensemble des projets à la fin de l'activité de ce dernier en 1978. De cette époque date notamment la Maison Boulanger à Ohain (1976-1979) préfigurant déjà le caractère singulier de ses constructions.

### Samyn et Associés
En 1978, Philippe Samyn crée son premier bureau personnel installé dans la maison qu'il vient de se construire avenue Hyppolite Boulenger à Uccle. Deux ans plus tard, en 1980, il fonde Samyn et Associés. Durant les premières années, les expertises en ingénierie peaufinent ses connaissances tout en lui assurant une réputation de sérieux et de fiabilité auprès du monde industriel. Parallèlement, il développe son activité d'architecte à travers des projets plus personnels, grâce auxquels il affine son approche. Il suit avec intérêt les publications et revue d'architecture, principalement étrangères, notamment anglo-saxonnes, mais aussi allemandes, hollandaises, scandinaves... Il s'intéresse au groupe Arup, à l'architecture de Louis Kahn, dont on peut sentir l'influence dans certaines de ses réalisations de l'époque. Mais c'est surtout Christian Van Deuren, à la fois son ami, architecte et associé, qui l'aide à structurer sa pensée en architecture. De cette période, on peut mentionner l'Athénée royal de Waterloo (1980-1984), l'Athénée de Leuze en Hainaut (1980-1983), la section primaire de l'Athénée Royal d'Athus (1981-1984), mais aussi le Centre de recherche Shell à Louvain-la-Neuve (1986-1992) qui va faire entrer l'activité de Samyn et Associés dans une dimension plus importante. Shell marque, en effet, une étape essentielle pour Philippe Samyn qui démontre à cette occasion les capacités de son agence de mener à bien des projets de grande envergure et de haute technicité. D'autres commandes issues du monde de l'industrie vont lui permettre de formaliser ses recherches, mettant ses connaissances en tant qu'ingénieur au profit d'une architecture à la fois rationnelle et onirique. Les productions de cette période se distinguent par une étude approfondie de la géométrie, notamment dans l'Athénée d'Athus dans lequel la rigueur, le calcul, l'économie et la géométrie sont associées afin de créer un espace humaniste.
Les projets de ces premières années se caractérisent par un usage fréquent de la brique. Après Shell, Philippe Samyn abandonne son emploi à cause de la réduction de qualité de ce matériau dont il constate les déficiences liées à la baisse de température et de durée de cuisson consécutive à la première crise pétrolière. La brique n'apparaîtra plus que de manière ponctuelle dans son architecture en tant qu'élément structurel, et jamais en parement.

### Les Années 1990: les premières expérimentations
En 1991, est inauguré le laboratoire de recherche réalisé par Phillipe Samyn pour le compte de la société M&G à Venafro en Italie. Il consiste en une vaste tente implantée dans un bassin rectangulaire et constituée de grands arcs outrepassés à section triangulaire reliés entre eux par des câbles et servant de support et d'accroche à une toile de polyester enduite de PVC.
Dans l'immeuble de bureaux Brussimmo (1989-1993), construit pour le groupe Sidmar-Arbed à Bruxelles, après avoir bâti pour eux le centre de recherche OCAS à Zelzate, il met en œuvre, pour la première fois dans un de ses projets, le principe de la double peau. Pour optimiser cette approche, il utilise un progiciel de mécanique de fluides.
En 1992, il réalise le Comptoir wallon du matériel forestier à Marche-en-Famenne (1992-1995). Il y met en œuvre des perches de bois local en utilisant des lattes de section variable avec chaque fois un rayon de courbure correspondant. Avec l'ingénieur Elie Mas de chez Portal, il conçoit une enveloppe constituée de tuiles de verre maintenues par des sortes de queues de baleine réalisées en fonte d'aluminium fixées sur des profilés extrudés en aluminium.
En 1994, il réalise le projet d'une première aire de stations-services pour le compte du groupe Fina Europe. Il sera suivi de nombreuses autres. Les stations jumelles de l'aire de Wanlin à Houyet (1994-1995), dans la province de Namur, marquent une étape importante de sa carrière. Il y met en œuvre la technique du tissu précontraint mise au point par Ferrari à Lyon et apporte une dimension architecturale à des espaces qui en sont généralement dépourvus.
En 1999, dans la station-service de Houten aux Pays-bas (1998-1999), Philippe Samyn expérimente pour la première fois le métal déployé, à travers une structure déclinant une succession d'écrans courbes.

### XXIesiècle
Les projets se succèdent tant en Belgique qu'à l'étranger et sont l'occasion de mettre en œuvre ses découvertes théoriques. Sa pratique devient de plus en plus libre, assumant sa singularité: la "manière Samyn" s'affirme. Il ne s'agit pas d'un style, mais d'une démarche constructive s'appuyant sur une analyse approfondie de tous les paramètres de la construction afin d'objectiver ses choix. Il n'y a aucun geste gratuit. L'architecture procède de l'adéquation la plus précise entre genius loci, énergie, matière, fonction, pérennité, esthétique, humanisme. L'ensemble des outils de l'ingénieur est mis au service de l'art de bâtir.
L'année 2000 est marquée par la mise au point de la couverture de la gare de Leuven.
L'année 2005 marque à nouveau un tournant dans la carrière du bâtisseur: l'association Samyn et Associés, le Studio Valle Progettazioni et Buro Happold sort victorieuse du concours international organisé pour l'édification du siège du Conseil européen et du Conseil de l'Union européenne à Bruxelles, baptisé "Europa". Samyn et associés assume la mission de "lead and design partner", et également celles d'ingénierie à travers ses filiales. Europa constitue un point d'orgue, l'aboutissement de nombreuses années de recherches antérieures. On y retrouve plusieurs éléments récurrents dans l'œuvre de l'architecte : usage de matériaux de réemploi (l'ensemble des châssis en bois), panneaux photovoltaïques, double peau, travail sur la géométrie, collaboration avec un artiste (Georges Meurant, peintre coloriste), jeux d'opacité et de transparence, architecture poreuse permettant une appropriation visuelle par tous. La dimension internationale du bureau se confirme avec des commandes en Russie, en Italie, en Finlande, en Chine...
Sa double casquette d'architecte et d'ingénieur et une pratique éprouvée de l'efficience mise en œuvre, lui valent d'obtenir la commande pour la structure et l'enveloppe de la station belge en antarctique (2007-2008) où l'erreur est inenvisageable. Il conçoit une boîte en bois parfaitement isolée et recouverte d'une carapace en acier, juchée sur des pilotis également en acier, afin d'éviter l'accumulation de neige sur les parois.
En 2010, la construction du siège social d'AGC Glass Europe à Louvain-la-Neuve lui donne l'occasion de mettre en œuvre le système des vantelles de verre sérigraphiées de bandes alternées laissant passer une lumière naturelle diffuse. Perpendiculaires au soleil, elles laissent filtrer une lumière indirecte assurant à la fois protection solaire et une source de lumière naturelle. Il avait auparavant inventé un procédé équivalent pour le projet non réalisé du nouveau siège de ENI à Rome en 1998.
Toujours en 2010, à la suite de sa rencontre avec l'architecte chinois Wang Shu lors de la cérémonie de remise du Global Award for Sustainable Architecture que reçoit Philippe Samyn, plusieurs projets lui sont commandés en Chine. Parmi ceux-ci, un café culturel à Lujiazhi (Zoushan) inauguré en 2018.
En 2012, dans le projet de la caserne des pompiers de Charleroi (2012-2016), il utilise pour la première fois la tôle perforée pour reprendre un effort de cisaillement, à la suite de nombreux essais visant à déterminer la résistance du matériau à différents types de sollicitations. On retrouve la tôle profilée en acier galvanisé également en façade de cet édifice circulaire.

### Travaux théoriques
Les inventions et découvertes ponctuent la carrière du bâtisseur. Une des lignes conductrices de ses travaux est l’utilisation rationnelle des propriétés des matériaux et leur mise en forme à travers une géométrie les optimisant.

#### Thèse de doctorat sur les indicateurs de volume et de déplacement
Philippe Samyn met au point une méthode de calcul qui comble l’absence d’outil d’aide de mise en forme d’une structure ainsi que le besoin de construire en réduisant au minimum la quantité de matière utilisée. Il obtient le titre de docteur en sciences appliquées à l’Université de Liège le 15 décembre 1999. Cette théorie sera complétée quelques années plus tard par la celle sur les indicateurs de matériaux qui est le rapport de l’énergie nécessaire à la production d’un m3 de matière à la contrainte à laquelle cette dernière peut travailler. Il se peut qu’un indicateur de volume performant soit plombé par l’indicateur de matériaux. Envisager l’ensemble des paramètres est essentiel afin de trouver le meilleur équilibre.

#### QuCoCoMa (Quoi et comment construire maintenant? Pourquoi?)
Depuis plusieurs années, Philippe Samyn travaille sur la rédaction d’un ouvrage synthétisant les fondamentaux de l’art de construire : « QuCoCoMa (QUoi COmment COnstruire MAintenant? Pourquoi?) ». Un chantier titanesque qui tire un fil d’Ariane dans le labyrinthe des multiples paramètres qui interviennent dans l’art de bâtir des constructions qui ont du sens.

### Recherches et développements

#### Éoliennes
Philippe Samyn étudie pour le compte de Fabricom, filiale du groupe Suez, un nouveau concept d’éolienne légère et esthétiquement soignée. La méthode des indicateurs de volume lui permet de développer une configuration très légère de mât d’éolienne équipée de haubans retroussés. Ce principe permet de redresser le mât après avoir pu l’équiper au sol de turbine et de pales en se servant des propres câbles de l’éolienne pour ce faire. Cette astuce permet non seulement de se passer de lourd matériel de levage, mais aussi d’installer les éoliennes dans des sites difficilement accessibles.

#### Pour un urbanisme "utopéthique": La ville verticale
Dès 1972, il développe l’idée des villes verticales. Son approche des immeubles tours développe un concept original, où l’architecture ne constitue plus une limite claire entre l’intérieur et l’extérieur, mais devient un espace poreux. Elle peut abriter des éléments naturels, des rues, des places, tout en accueillant des espaces dévolus à des fonctions plus spécifiques comme l’habitat, le commerce, l'Horeca, etc.
Les motivations liées à cette recherche sont: l’explosion démographique, l’exode rural vers les villes côtières dans les pays émergents, la raréfaction de l’énergie, la pollution du sol et la préservation à long terme de la biodiversité.
La dimension éthique constitue un pilier majeur de son approche. Elle est ce que Philippe Samyn nomme une « utopéthique » de l’urbanisme vertical.
À ce jour, ce concept n’a pas encore pu se concrétiser dans sa globalité. Toutefois, le projet du siège pour la firme Positec, qu’il baptise « Sun Machine », à Suzhou en Chine (2019), en constitue une version allégée. Le siège est un « village vertical » formé par une tour annulaire creuse se développant sur 20 niveaux de 4,5 m de haut, principalement constituée de vides.

### Quelques réalisations notables (liste exhaustive voirwww.samynandpartners.com)
- Maison pour Mr. Et Mme. Boulanger à Ohain (1977)
- Athénée Royal à Athus (1981)
- Maison du Dr Farr à Rhode-Saint-Genèse (1984)
- Design Board – Behaeghel & Partners (1985)
- Chemical Research Center Shell Belgium à Louvain-la-Neuve (1986)
- Thompson Aircraft Tire Corporation (1987)
- Fina Resarch – Petrofina à Feluy (1988)
- Bureau Boulanger à Waterloo (1988)
- OCAS Steel Application Research Center à Zelzate (1989)
- Brussimmo Office Building à Bruxelles (1989)
- Château d’eau à Nouakchott en Mauritanie (1989)
- M&G Research à Venafro en Italie (1991)
- Rénovation de la Maison de la Radio Flagey à Bruxelles (1991)
- Auditoire de première candidature médecine pour l’ULB à Bruxelles (1992)
- Comptoir wallon des matériels Forestiers à Marche-en-Famenne (1992)
- Station Métro Erasme à Bruxelles (1992)
- Siège des Editions Dupuis à Marcinelle (1986)
- Hôpital Sans-Souci à Bruxelles (1993 - )
- Aula Magna à Louvain-La-Neuve (1993)
- Tour Rogier à Bruxelles (1993)
- Restaurant pour la Petrofina Company à Bruxelles (1994)
- Smithkline Beecham Biologicals SA à Rixensart (1994)
- Hall Princesse Astrid au Heysel à Bruxelles (1994)
- Château Groenhof à Malderen (1997)
- Stations-services pour Total Fina à Houten aux Pays-Bas (1997)
- Station-service Total Fina à Nivelles (1997)
- Eversite Office Building à Bruxelles (1998)
- Caserne de pompier à Houten aux Pays-Bas (1998)
- Bureaux pour la Compagnie Immobilière Wallonne à Nivelles (1998)
- Caserne de pompier à Enschede (2003)
- Centre du verre à Lommel (2004)
- Extension du siège social des entreprises Jan Denul (2000-2005)
- Siège du Conseil de l’Europe et du Conseil de l’Union européenne (2005)
- Tour du collège Saint-Amand à Kortrijck (2006)
- Euro Space Center à Libin-Transinne (2006)
- Base belge en Antarctique (2007)
- Gare Vesuvio pour trains rapides à Naples en Italie (2008- )
- Caserne de pompier à Charleroi (2009)
- Faculté des Sciences appliquées à l’ULB – campus de La Plaine à Bruxelles (2009- )
- Lujiazhi Cultural Creativity Garden à Zoushan en Chine (2010- )
- Siège d’AGC Europe à Louvain-la-Neuve (2010)
- Agence Spatiale européenne à Redu (2015)
- Maison de la culture de la Province de Namur dite le Delta à Namur (2015)
- Andromeda, université Antarctique au Pôle-Sud (2015- )
- Théâtre arctique à Rovaniemi en Finlande (2015- )
- Maison administrative de la Province de Namur (2017)
- Place Matuvu à Knokke-Heist (2017- )
- Siège de la firme Positec à Suzhou en Chine (2019- )

### Titres et distinctions
- Commandeur de l’Ordre de Léopold (2 novembre 2007) avec prise de rang au 8 avril 2006.
- Grand officier de l’ordre de la Couronne (29 février 2016) avec prise de rang au 8 avril 2011.
- Concession de noblesse héréditaire et du titre personnel de chevalier, accordée par le roi Philippe en 2014[1].

### Fonctions académiques
- Académie Royale des Sciences, des Lettres et des Beaux-Arts de Belgique : membre correspondant de 1992 à 2004, membre de 2004 à 2015, membre associé depuis 2015.
- SECO sa (Bureau National de Contrôle Technique de la Construction), membre du Conseil d’Administration (1992-2017)